# Adam Heymowski
Adam Heymowski, född 9 februari 1926 i Poznań, Polen, död 8 mars 1995 i Stockholm, var en polsk-svensk bibliotekarie, socialantropolog och heraldiker.

## Biografi
Heymowski studerade vid Uppsala universitet, där han 1955 blev filosofie licentiat och 1970 filosofie doktor och docent i socialantropologi. Däremellan blev han 1957 amanuens vid Kungliga biblioteket och 1966 förste bibliotekarie. Han var 1971–1979 chef för Stockholms universitetsbibliotek och blev 1979 slottsbibliotekarie och föreståndare för Bernadottebiblioteket. Han hade flera uppdrag som biblioteksexpert åt Unesco i Mauretanien, Egypten, Libanon, Algeriet, Tunisien och Jugoslavien samt åt Danida (Danish International Development Agency) i Kenya. Han publicerade skrifter i socialantropologi, heraldik och biblioteksfrågor samt redigerade de svenska bidragen till International bibliography of historical sciences 1960–1990.
Både i sin licentiatavhandling (1955) och i sin doktorsavhandling (1969) framförde Heymowski idén att de svenska så kallade "tattarna" inte alls är zigenare (romer) utan av svensk härkomst. Detta slogs också fast i Zigenarutredningen (SOU 1956:43). I nutid har släktforskare som Bo Lindwall och Sebastian Casinge visat att Heymowski missat väsentlig information om "tartare" och "ziguenare" då han uteslutande använde sig av kyrkböcker. Alla Heymowskis 23 resande har vid senare undersökningar kunnat härledas till personer som kallats "zigenare" i äldre tider och stora brister har visats i Heymowskis urval av sju övriga proband. Bidraget som Heymowski lämnat angående forskning om resande är det mycket omfattande arkiv han lämnat efter sig. Man kan också hävda att Heymowskis bidrag till forskningen var att han bevisade att resande existerade som en enhetlig grupp med ingiften dem emellan.
Han blev 1962 sekreterare i Arvid Berghmans heraldiska stiftelse, 1964 ledamot av Académie Internationale d'Héraldique, 1974 ledamot av Svenska nationalkommittén för genealogi och heraldik, 1976 styrelseledamot av Ointroducerad adels förening, 1978-1980 Latinamerikanska institutet, 1980 ordförande i Polenmusei Rapperswil vänner, 1981 korresponderande ledamot i Malteserordens heraldiska kollegium, 1983 ledamot av Kungliga Samfundet för utgivande av handskrifter rörande Skandinaviens historia, 1983 ledamot av Societe histoire et littéraire polonaise i Paris, 1984 hedersledamot av Association internationale de bibliophilie i Paris, 1991 hedersledamot av Polskie Towarzystwo Heraldyczne i Warszawa.
Han var son till advokaten juris doktor Stanislaw Heymowski, som tillhörde en polsk adlig familj, och Anna, född Chrzanowska. Han gifte sig första gången 1949 med filosofie kandidat Carin Leche (1928–2020), som var dotter till stadsarkitekten Gunnar Leche och Etienne, född Malmberg, och andra gången med bibliotekarien Ingeborg Lilliestierna (född 1930), dotter till läkaren Hjalmar Lilliestierna och Gunnel, född Engström.

## Utmärkelser
- Kommendör av Norska förtjänstorden (1 juli 1992)[5]